# Порт-Лабелл (Флорида)
Порт-Лабелл (англ. Port LaBelle) — переписна місцевість (CDP) в США, в окрузі Гендрі штату Флорида. Населення — 5450 осіб (2020).

## Географія
Порт-Лабелл розташований за координатами 26°44′57″ пн. ш. 81°23′10″ зх. д. / 26.74917° пн. ш. 81.38611° зх. д. (26.749271, -81.386023).  За даними Бюро перепису населення США в 2010 році переписна місцевість мала площу 21,16 км², з яких 21,16 км² — суходіл та 0,00 км² — водойми.

## Демографія
Згідно з переписом 2010 року, у переписній місцевості мешкало 3530 осіб у 1110 домогосподарствах у складі 863 родин. Густота населення становила 167 осіб/км².  Було 1376 помешкань (65/км²).
Расовий склад населення:
| - 67,8 % — білих - 9,6 % — чорних або афроамериканців - 0,7 % — азіатів - 0,4 % — корінних американців - 17,9 % — осіб інших рас |

До двох чи більше рас належало 3,6 %. Частка іспаномовних становила 53,4 % від усіх жителів.
За віковим діапазоном населення розподілялося таким чином: 33,7 % — особи молодші 18 років, 56,8 % — особи у віці 18—64 років, 9,5 % — особи у віці 65 років та старші. Медіана віку мешканця становила 29,1 року. На 100 осіб жіночої статі у переписній місцевості припадало 104,3 чоловіків;  на 100 жінок у віці від 18 років та старших — 97,1 чоловіків також старших 18 років.
Середній дохід на одне домашнє господарство  становив 69 768 доларів США (медіана — 42 500), а середній дохід на одну сім'ю — 84 521 долар (медіана — 60 852). За межею бідності перебувало 19,3 % осіб, у тому числі 26,0 % дітей у віці до 18 років та 15,1 % осіб у віці 65 років та старших.
Цивільне працевлаштоване населення становило 1616 осіб. Основні галузі зайнятості: освіта, охорона здоров'я та соціальна допомога — 27,7 %, виробництво — 20,4 %, сільське господарство, лісництво, риболовля — 13,9 %, науковці, спеціалісти, менеджери — 11,0 %.